# Il cuore come una ruota
Il cuore come una ruota è un film biografico del 1983 diretto da Jonathan Kaplan basato sulla vita della pilota di drag racing Shirley Muldowney. La protagonista è interpretata da Bonnie Bedelia mentre Beau Bridges veste i panni della leggenda del drag racing Connie Kalitta.
Il film ha ottenuto due nomination: Bedelia per un Golden Globe per la migliore attrice in un film drammatico e William Theiss per un Oscar ai migliori costumi.